# Junín (Buenos Aires)
Pour les articles homonymes, voir Junin.
Junín est une ville de la province de Buenos Aires, en Argentine. Elle est bâtie au bord du Río Salado et se trouve à 236 km à l'ouest de la capitale fédérale. Elle comptait 82 427 habitants en 2001.
Elle est connue pour être le lieu de résidence (et peut-être, selon certaines versions, la ville natale) d'Eva Duarte, épouse du président Juan Perón.

## Attractions touristiques

### Parc naturel Laguna de Gómez
Le Parc naturel Laguna de Gómez est la principale attraction touristique de la région, avec 200 hectares et à seulement 11 km du centre de la ville. La ville est devenue un centre important de pêche sportive.
A Junín on ensemence annuellement les trois lagunes au moyen de 2 millions d'alevins.

## Galerie

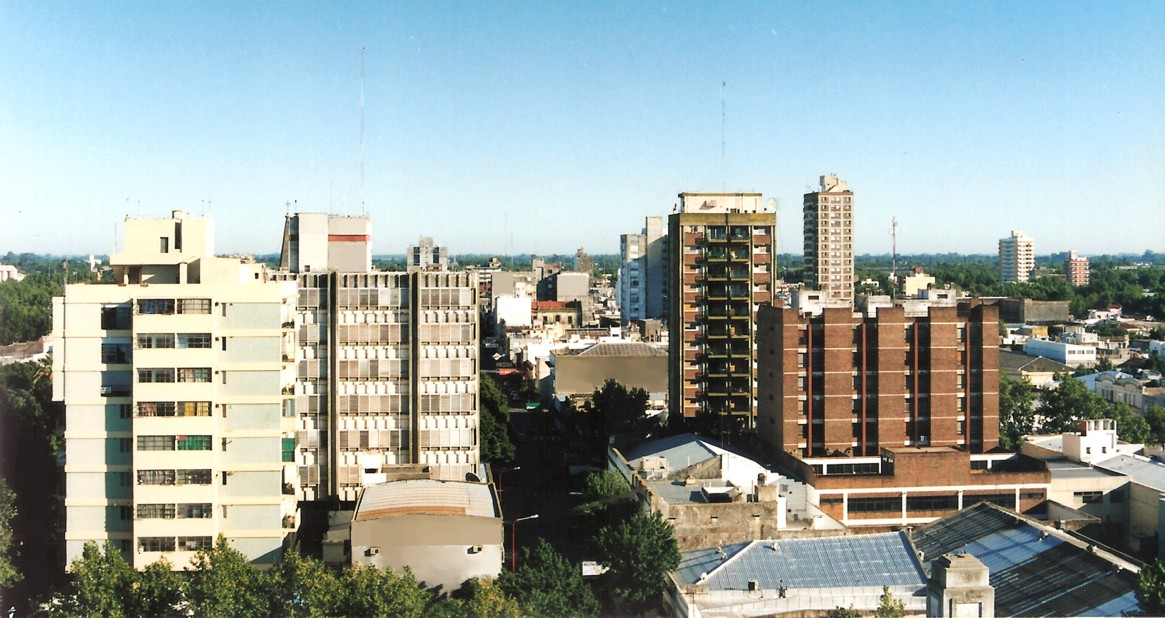
Centre de Junín.
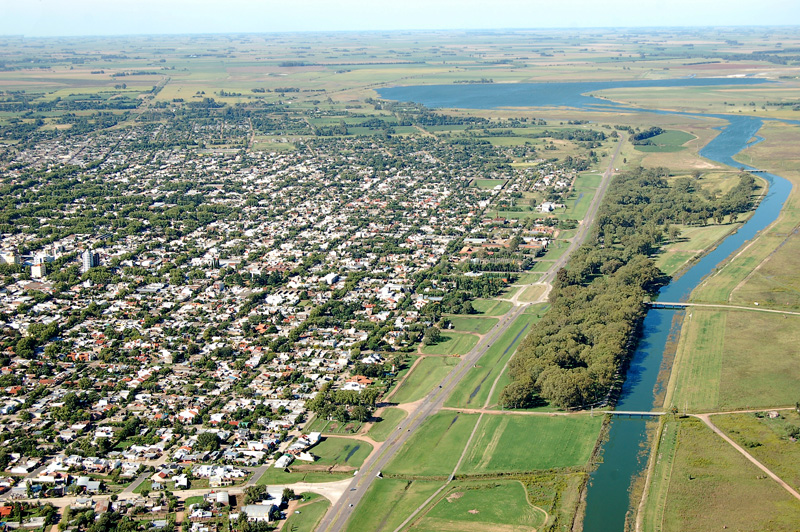
Vue aérienne de Junín et du Río Salado.
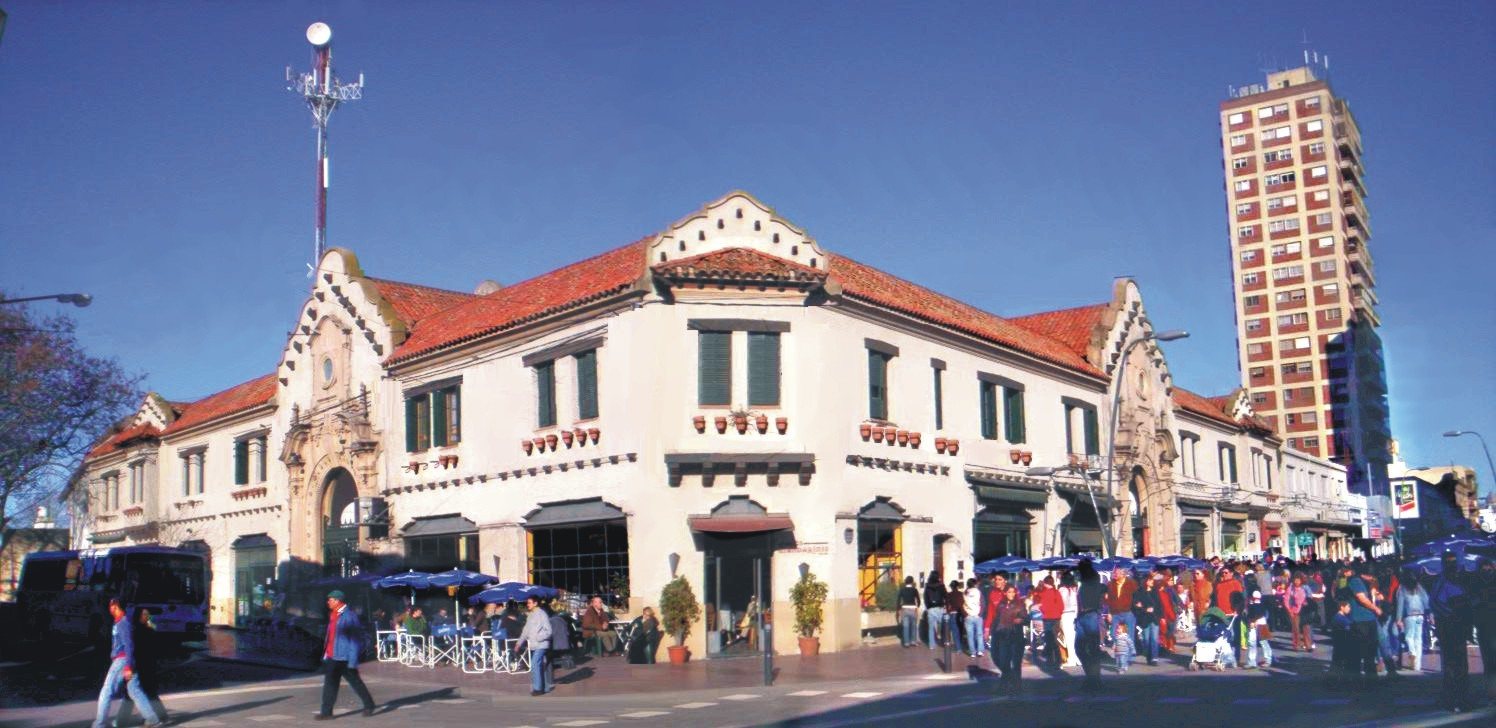
Musée d'art de Junín.